# Henry Sidgwick
Henry Sidgwick, född 31 maj 1838 i Skipton, North Yorkshire, död 28 augusti 1900 i London, var en brittisk filosof.

## Biografi
Sidgwick föddes i Yorkshire där hans far, prästen W. Sidgwick, var rektor för grundskolan. Henry själv utbildades vid Rugby och sedan Trinity College i Cambridge. Under sin vistelse vid Trinity var Sidgwick medlem av "Cambridgeapostlarna" och blev till slut lektor i klassisk filologi vid skolan, en tjänst han innehade i tio år. Han var under hela sin karriär en mycket populär lärare som sägs ha behandlat sina elever väl.
Samma år som han bestämde sig för att han inte längre kunde kalla sig en medlem av Engelska kyrkan med gott samvete bytte han också ut sitt lektorskap mot ett inom moralfilosofin (1869), ett ämne som hade börjat dra till sig hans uppmärksamhet och intresse allt mer. 1874 publicerade han sitt mest kända verk på området, nämligen The Methods of Ethics. Boken gav honom ett gott rykte utanför universitetet och år 1875 utsågs han till praelector(en) i moralfilosofi och politisk filosofi vid Trinity. 1883 erhöll han den så kallade Knightbridge-professuren i filosofi vid universitetet i Cambridge. 
Utöver sina föreläsningar och sitt författande var Sidgwick aktiv i universitetets affärer och var involverad i många former av socialt och filantropiskt arbete. Han var också medlem i flera sällskap, föreningar och nämnder, bl.a. i studienämnden från dess grundande år 1882 fram till 1899.
Som en av dess grundare höll han ordförandeskapet för det spirituella Sällskapet för forskning inom det paranormala och var även medlem i den Metafysiska föreningen. Han var en stark förespråkare för kvinnors högre utbildning och hjälpte dessutom till med att starta högre lokala examinationer för kvinnor samt deras förberedande föreläsningar i Cambridge. Det var hans förslag att öppna det studenthem som senare blev Newnham College, ett college för kvinnor vid Cambridgeuniversitetet. 
1892 blev hans fru Eleanor Mildred Sidgwick rektor vid Newnham College och hon och maken bodde där resten av hans liv. Under denna period var Sidgwick djupt engagerad i collegets utveckling. Tidigt år 1900 blev han dock tvungen av hälsoskäl att avträda från sitt professorskap och avled några månader senare.

## Filosofi
Sidgwick var liberal, och hans samhällsfilosofi motsvarade Jeremy Benthams och John Stuart Mills utilitarism. Han arbetade en hel del med att noggrant undersöka utilitarismens första principer. Han vidhöll en position som kan beskrivas som etisk hedonism, enligt vilken kriteriet för godhet vid varje handling är att den producerar det största möjliga välbefinnandet. Denna hedonism var dock altruistisk och universaliserbar. Uppe på detta så ansåg Sidgwick att ingen människa borde agera så att han helt förgör sitt eget välbefinnande och lämnar oss således med en aningen ofullständig dualism. Han specialiserade sig också i frågor såsom de intuitiva handlingsprinciperna och den fria viljans problem.

## Bibliografi

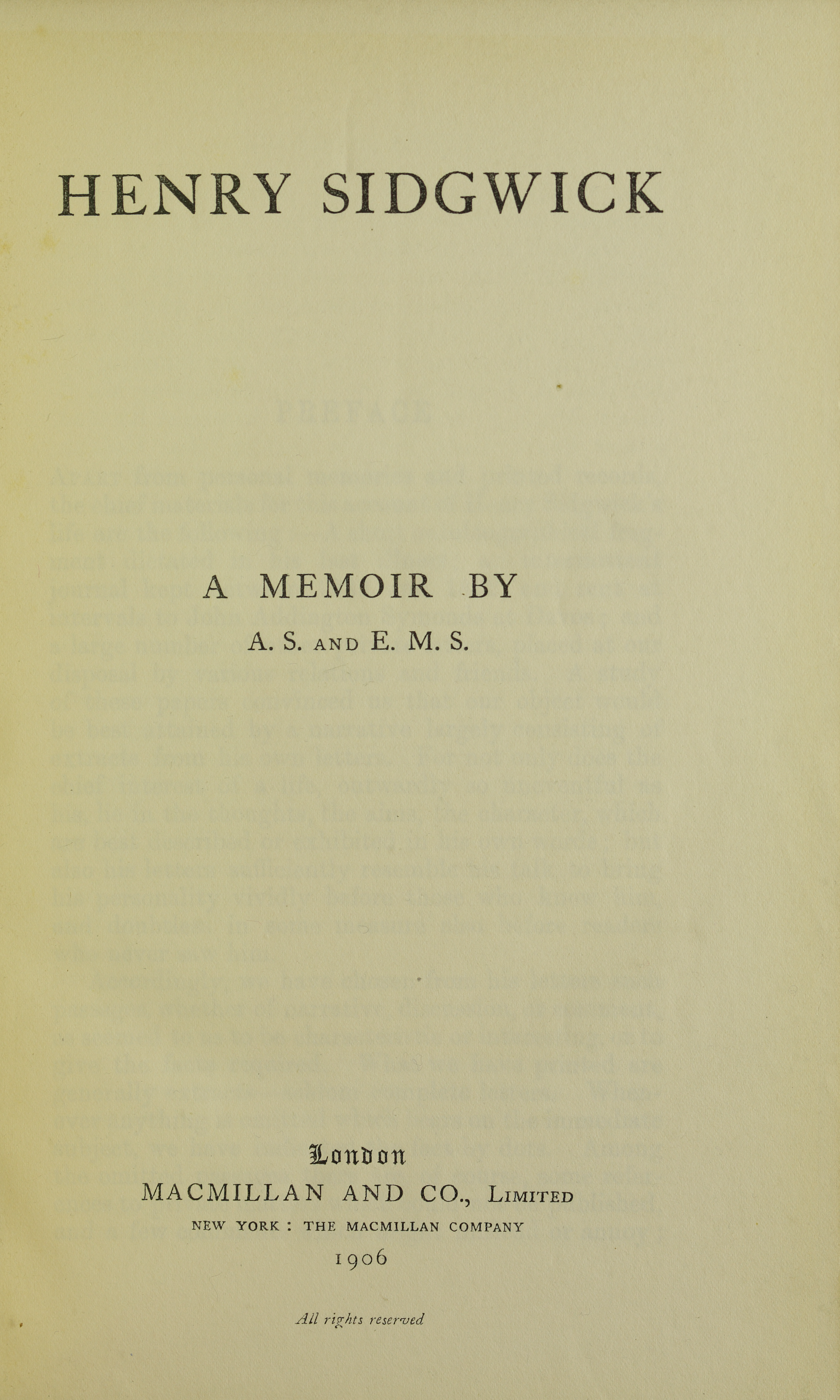
Arthur & Eleanor Mildred Sidgwick, Henry Sidgwick, 1906

### Fotnoter
1. ↑  Tännsjö (2002), s. 39

### Webbkällor
- Schultz, Barton (2006). ”Henry Sidgwick”. Stanford Encyclopedia of Philosophy. http://plato.stanford.edu/entries/sidgwick/. Läst 15 mars 2009.